# Театр на Литейном
Госуда́рственный драмати́ческий теа́тр «На Лите́йном» — государственный драматический театр Ленинградской области Российской Федерации, расположенный на Литейном проспекте в городе Санкт-Петербурге.
Полное наименование учреждения — Государственное бюджетное учреждение культуры Ленинградской области «Драматический театр „На Литейном“» (сокращённо — ГБУК ЛО «Драматический театр „На Литейном“»).
Подведомственен Комитету по культуре Ленинградской области.

## История

### Манеж графа Шереметева
В 1909 году на месте старинного манежа графа Шереметева начал работу Литейный театр, репертуар которого составляли пьесы Театра ужасов (Гран-Гиньоль), фарсы, сатиры, пародии. Театр находится в самом центре бывшей городской усадьбы Шереметевых — Фонтанный дом. Граф Сергей Дмитриевич Шереметев — внук известной русской крепостной актрисы П. И. Жемчуговой (графини Шереметевой) был женат на княжне Е. П. Вяземской — внучке поэта П. А. Вяземского. В 1908 году Шереметевский манеж и конюшенный флигель по проекту инженера А. А. Максимова переоборудовали в театр, который стали сдавать в аренду. Театр открылся как: «Театр сильных ощущений».
Литейный театр в начале XX века служил площадкой для реформаторских опытов Вс. Мейерхольда, Н. Евреинова, М. Фокина, М. Кузмина. Спектакли оформляли Л. Бакст, И. Билибин, Б. Кустодиев — лучшие художники «Мира искусства». Название театра постоянно менялось: в 1911—12 — «Мозаика», с 1913 — «Литейный интимный».

### 1926—1944 годы

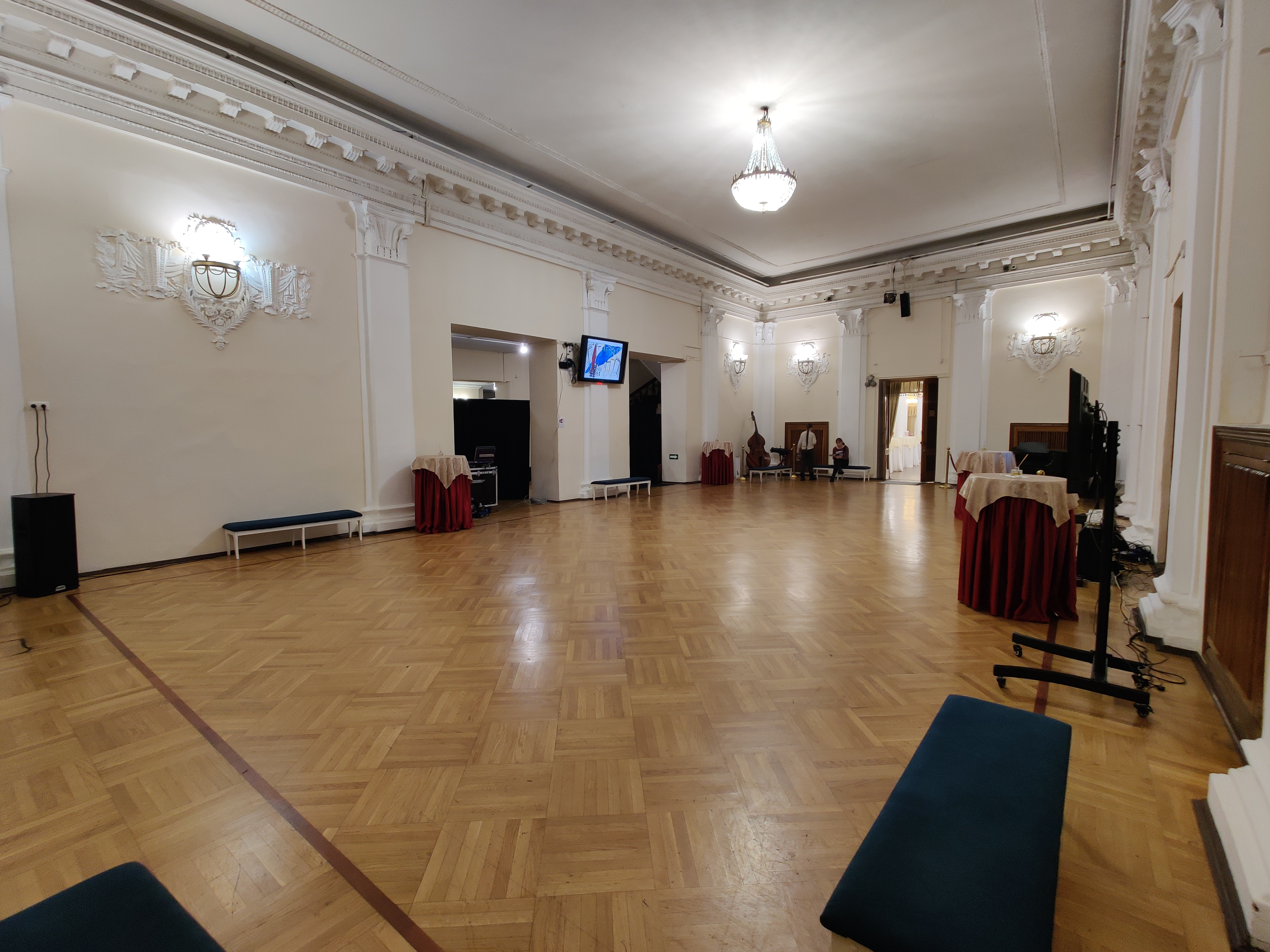
Холл

После революционных событий 1917 года здание на Литейном проспекте, 51 стало временным пристанищем для различных артистических трупп. Среди них были и выдающиеся. В 1926 году — Передвижной театр под руководством П. П. Гайдебурова и Н. Скарской, в 1928 году — ТРАМ (Театр рабочей молодежи). В творческой жизни ТРАМ активно участвовал молодой ленинградский композитор Д. Шостакович. В 1932 — 1937 годах в здании работал театр ЛОСПС под руководством А. Винера. Во время Второй мировой войны здание театра было частично разрушено, и театр не принимал зрителя почти десять лет. В 1940-е годы руководством Ленинградской области было создано два театра — Ленинградский областной гастрольный и Ленинградский областной драматический. Первым руководил А. Винер, вторым — Г. Гуревич. В 1944 году «концертом-спектаклем» по пьесе «Чайка» открылся Театр-студия под руководством А. Винера, позднее ставший Областным театром драмы и комедии. В 1956 году эти театры получили восстановленное здание на Литейном проспекте, 51.

### Театр драмы и комедии
В 1963 году два театра объединились в «Театр драмы и комедии»; главным режиссером назначили Г. Гуревича. Главным художником стал Э. Кочергин. Время с конца 1950-х до середины 1960-х, называемое «оттепелью», дало возможность появления и проявления многих выдающихся творцов. Заметным событием стали спектакли Е. Шифферса, выпущенные в «Театре драмы и комедии». Власти их запретили, но ситуация в культуре начала меняться. Новый главный режиссер театра Я. Хамармер чувствовал время и общество. В этот период в театре дебютировали режиссёры: Е. Падве, Л. Додин, К. Гинкас, Г. Яновская. Некоторые их спектакли сокращали, некоторые запрещали, некоторые оставались в репертуаре долгое время.

### «Театр на Литейном»

Логотип Театра на Литейном

В 1991 году со спектакля Г. Тростянецкого «Скупой» по пьесе Мольера на петербургских афишах появилось новое название — «Театр на Литейном». За четыре года Тростянецкий поставил ряд спектаклей. Наиболее выдающиеся — «Великая Екатерина», «Упырь», «Ворон», «Король Лир». Когда Геннадий Тростянецкий покинул театр, управление перешло к директорам. На несколько лет театр остался без художественного лица — то есть без творческого лидера.
С 1997 по 2012 год художественным руководителем театра был А. Гетман. В этот период театр изменил свою художественную политику. Отказ от института главного режиссёра повлек за собой активное привлечение в театр не только уже известных представителей петербургской режиссуры, но и молодых, подающих надежды постановщиков. В афише театра появились спектакли режиссёров А. Галибина, Ю. Бутусова, Г. Козлова, Г. Дитятковского, А. Праудина, В. Пази, А. Прикотенко, О. Куликова, Р. Смирнова, Г. Васильева.
С 2012 по 2014 год главный режиссёр театра — Игорь Ларин.
C 2015 по 2017 год главный режиссёр театра — Сергей Морозов.
С июня 2017 года Сергей Морозов — художественный руководитель и директор театра. Опираясь на опыт своих предшественников, Сергей Морозов приглашает как известных российских режиссеров, так и ищет новые имена среди молодых режиссёров, драматургов и художников.
Спектакли театра неоднократно участвовали во многих театральных фестивалях: «Ольштынские театральные встречи» (Польша, 2000, 2001), «Русские сезоны» (Финляндия, 2003), Международный фестиваль «Divadlo» (Чехия, 2003), «Seoul Performing Arts Festival» (Южная Корея, 2003), SETT (Германия, 2004), XIII Русский фестиваль искусств в Марселе (Франция, 2008), Международный молодежный театральный форум «M.art.контакт-2013» в Могилеве (Белоруссия) (2013, 2015) Международный театральный фестиваль «Сказка в Таллинне» (Эстония, 2017) и многие другие.

#### Службы Театра на Литейном
- Леонид Теряев — заведующий постановочной частью театра.
- Ирина Завгородняя — заведующая литературной частью театра.
- Татьяна Романовская — заведующая труппой театра.

## Награды
Театр награждён:
- Государственной премией Российской Федерации («Лес», постановка Г. Козлова, 2000);
- премией «Золотая маска» (1998, 2001, 2003);
- премией «Золотой софит» (1996, 1999, 2000, 2002, 2005, 2006, 2008, 2009, 2017, 2019);
- Санкт-Петербургской театральной премией «Прорыв» (2009, 2011).